# Gornet (Prahova)
Gornet è un comune della Romania di 3 125 abitanti, ubicato nel distretto di Prahova, nella regione storica della Muntenia.
Il comune è formato dall'unione di 4 villaggi: Bogdănești, Cuib, Gornet, Nucet.